# 기니비사우 크리올
기니비사우 크리올은 기니비사우에서 쓰이는 언어이며, 포르투갈어에 바탕을 둔 크리올이다. 카보베르데 크리올과 매우 가까운 관계이며, 인구의 약 15%가 제1언어로, 46%가 제2언어로 쓴다. 이웃한 세네갈 일부에서도 교역어로 쓰이곤 한다. 크리올의 기층부는 현지어가 있으나, 80% 이상의 어휘가 포르투갈어에서 비롯된 것이다.